# رشيد لمرابطي
رشيد لمرابطي، ولد 3 مارس 1982 في زاكورة، هو متسابق مغربي، وقد فاز في سباق الرمال تسع مرات.

## حياته
ولد لمرابطي ف 1982 في زاكورة. شارك أول مرة في سباق الرمال في 2011 وفاز بها في نفس العام.
صعد في 2017 جبل توبقال في ساعتان و11 دقيقة من ارتفاع 1954 متر إلى 4167 متر.